# Ulrike Tillmann
Ulrike Luise Tillmann (Németország, Rhede, 1962. december 12.) német matematikus, aki algebrai topológiára specializálódott. Az Oxfordi Egyetemen matematika professzora és a Merton College tagja.

## Tanulmányok
A Brandeis University-n szerezte meg alapszintű diplomáját 1985-ben. A mesterdiplomát a Stanford Egyetemen szerezte meg 1987 és ugyanitt írta meg a PhD disszertációját 1990-ben: Témavezetője Ralph Louis Cohen volt. Témája K-Theory of Topological Group Algebras volt. 1996-ban habilitált a Bonni Egyetemen. 2004-ben elnyerte a Whitehead-díjat a London Mathematical Society-től. 2008-ban a Royal Society tagjai közé választotta.

## Külső hivatkozások
- Hivatalos oldala
- Adatok